# Veronika Settele
Veronika Settele (geb. 1988) ist eine deutsche Historikerin und Hochschullehrerin. Seit dem 1. März 2025 ist sie Professorin für Neueste Geschichte am Historischen Seminar der Ludwig-Maximilians-Universität München. Settele ist vor allem mit Arbeiten zur Geschichte der landwirtschaftlichen Tierhaltung, der Ernährung in der Moderne und der Mensch-Tier-Beziehungen seit dem späten 19. Jahrhundert hervorgetreten.

## Leben
Nach dem Abitur am Gymnasium Marktoberdorf studierte Veronika Settele Politikwissenschaft (B.A. 2010, M.Sc. 2014) und Geschichte (M.A. 2012) an der Universität Innsbruck. Von 2012 bis 2014 war sie wissenschaftliche Mitarbeiterin an der Universität Innsbruck, von 2014 bis 2019 am Arbeitsbereich Neuere Geschichte/Zeitgeschichte (Paul Nolte) am Friedrich-Meinecke-Institut der Freien Universität Berlin und dort zugleich Redaktionsassistentin von Geschichte und Gesellschaft. 2019 erfolgte die Promotion summa cum laude zum Thema „Revolution im Stall: Landwirtschaftliche Tierhaltung in Deutschland, 1945-1990“. Die Dissertation wurde 2020 mit dem Förderpreis Opus Primum der Volkswagenstiftung für die beste wissenschaftliche Nachwuchspublikation, mit einem zweiten Preis im Deutschen Studienpreis der Körber-Stiftung sowie mit dem Friedrich-Meinecke-Preis ausgezeichnet. Von 2019 bis 2024 war Settele wissenschaftliche Mitarbeiterin an der Universität Bremen (Arbeitsbereich Cornelius Torp). Im Wintersemester 2024/25 war sie Gastprofessorin an der Freien Universität Berlin (Vertretung Paul Nolte), von wo sie zum Sommersemester 2025 an die Ludwig-Maximilians-Universität wechselte. Von 2023 bis 2025 war Settele Redaktionsmitglied der Zeitschrift Zeithistorische Forschungen, seit 2024 ist sie Mitglied im Herausgebergremium von Geschichte und Gesellschaft.
Derzeit (2025) arbeitet sie an einem Buchprojekt zum Thema „Der Sex und die Sünde. Lust und Fortpflanzung im Christentum: Deutschland und Frankreich, ca. 1850-1950“.
Im September 2023 lobte Patrick Bahners im Feuilleton der Frankfurter Allgemeinen Zeitung ihre Rede zur Verabschiedung des Cheflektors des C.H. Beck Verlags, Detlef Felken. Seit 2023 ist Veronika Settele Young Academy Fellow der Akademie der Wissenschaften in Hamburg.

## Schriften (Auswahl)

### Bücher
- Revolution im Stall. Landwirtschaftliche Tierhaltung in Deutschland, 1945–1990, Göttingen 2020 (Vandenhoeck & Ruprecht; Kritische Studien zur Geschichtswissenschaft, Bd. 239; kart. Studienausgabe 2021).
- Deutsche Fleischarbeit. Geschichte der Massentierhaltung von ihren Anfängen bis heute, München 2022 (C.H. Beck) (Sonderausgaben der Bundeszentrale für politische Bildung und der Landeszentralen für politische Bildung).

### Herausgeberschaften
- (Hg. mit Norman Aselmeyer) Nicht-Essen. Verzicht, Vermeidung und Verweigerung in der Moderne, München 2018 (Historische Zeitschrift, Beiheft 73).